# Grönländische Fußballmeisterschaft 1994
Die Grönländische Fußballmeisterschaft 1994 war die 32. Spielzeit der Grönländischen Fußballmeisterschaft.
Meister wurde zum zweiten Mal in Folge B-67 Nuuk.

## Teilnehmer
Folgende Mannschaften nahmen an der Schlussrunde teil:
- FC Malamuk Uummannaq
- Kugsak-45 Qasigiannguit
- Aĸigssiaĸ Maniitsoq
- B-67 Nuuk
- NÛK
- K-33 Qaqortoq

## Modus
Erstmals seit mehreren Jahren ist der Modus nicht mehr nachvollziehbar, wahrscheinlich entsprach er aber dem der Vorjahre aus Vor-, Zwischen- und Schlussrunde. In letzterer spielten diesmal wieder sechs Mannschaften in zwei Dreiergruppen mit anschließender K.-o.-Runde die Meisterschaft aus.

## Ergebnisse

### Zwischenrunde
Aus der Zwischenrunde ist lediglich bekannt, dass B-67 Nuuk gegen Aĸigssiaĸ Maniitsoq in einem in Sisimiut ausgetragenen Spiel mit 0:1 unterlag. Beide Mannschaften qualifizierten sich später für die Schlussrunde.

### Schlussrunde

#### Vorrunde
Die Spiele fanden in Nuuk statt.
Gruppe A
| Pl. | Verein               | Sp. | S | U | N | Tore    | Punkte |
| --- | -------------------- | --- | - | - | - | ------- | ------ |
| 1.  | B-67 Nuuk            | 2   | 1 | 0 | 1 | 010:500 | 02     |
| 2.  | Aĸigssiaĸ Maniitsoq  | 2   | 1 | 0 | 1 | 005:400 | 02     |
| 3.  | FC Malamuk Uummannaq | 2   | 1 | 0 | 1 | 005:110 | 02     |

| Datum       |                      | Ergebnis  |                      |
| ----------- | -------------------- | --------- | -------------------- |
| August 1994 | FC Malamuk Uummannaq | 3:2 (1:1) | Aĸigssiaĸ Maniitsoq  |
| August 1994 | B-67 Nuuk            | 9:2       | FC Malamuk Uummannaq |
| August 1993 | Aĸigssiaĸ Maniitsoq  | 3:1       | B-67 Nuuk            |

Gruppe B
| Pl. | Verein                  | Sp. | S | U | N | Tore    | Punkte |
| --- | ----------------------- | --- | - | - | - | ------- | ------ |
| 1.  | NÛK                     | 2   | 1 | 1 | 0 | 007:600 | 03     |
| 2.  | Kugsak-45 Qasigiannguit | 2   | 0 | 2 | 0 | 005:500 | 02     |
| 3.  | K-33 Qaqortoq           | 2   | 0 | 1 | 1 | 003:400 | 01     |

| Datum       |               | Ergebnis  |                         |
| ----------- | ------------- | --------- | ----------------------- |
| August 1994 | NÛK           | 3:2 (3:0) | K-33 Qaqortoq           |
| August 1994 | NÛK           | 4:4 (1:2) | Kugsak-45 Qasigiannguit |
| August 1994 | K-33 Qaqortoq | 1:1       | Kugsak-45 Qasigiannguit |

#### Platzierungsspiele
Halbfinale
| Datum       |           | Ergebnis  |                         | Ort  |
| ----------- | --------- | --------- | ----------------------- | ---- |
| August 1994 | B-67 Nuuk | 1:0 (0:0) | Kugsak-45 Qasigiannguit | Nuuk |
| August 1994 | NÛK       | 1:2 (1:0) | Aĸigssiaĸ Maniitsoq     | Nuuk |

Spiel um Platz 5
| Datum       |                      | Ergebnis |               | Ort  |
| ----------- | -------------------- | -------- | ------------- | ---- |
| August 1994 | FC Malamuk Uummannaq | 3:8      | K-33 Qaqortoq | Nuuk |

Spiel um Platz 3
| Datum       |     | Ergebnis  |                         | Ort  |
| ----------- | --- | --------- | ----------------------- | ---- |
| August 1994 | NÛK | 4:1 (2:0) | Kugsak-45 Qasigiannguit | Nuuk |

Finale
| Datum       |           | Ergebnis  |                     | Ort  |
| ----------- | --------- | --------- | ------------------- | ---- |
| August 1994 | B-67 Nuuk | 2:0 (2:0) | Aĸigssiaĸ Maniitsoq | Nuuk |